# Hayti (Dakota del Sur)
Hayti es un pueblo ubicado en el condado de Hamlin en el estado estadounidense de Dakota del Sur. En el Censo de 2010 tenía una población de 381 habitantes y una densidad poblacional de 468,49 personas por km².

## Geografía
Hayti se encuentra ubicado en las coordenadas 44°39′26″N 97°12′16″O / 44.65722, -97.20444. Según la Oficina del Censo de los Estados Unidos, Hayti tiene una superficie total de 0.81 km², de la cual 0.81 km² corresponden a tierra firme y (0%) 0 km² es agua.

## Demografía
Según el censo de 2010, había 381 personas residiendo en Hayti. La densidad de población era de 468,49 hab./km². De los 381 habitantes, Hayti estaba compuesto por el 96.33% blancos, el 0% eran afroamericanos, el 0.79% eran amerindios, el 0% eran asiáticos, el 0% eran isleños del Pacífico, el 2.89% eran de otras razas y el 0% pertenecían a dos o más razas. Del total de la población el 3.94% eran hispanos o latinos de cualquier raza.